# Drugi rząd Bertiego Aherna

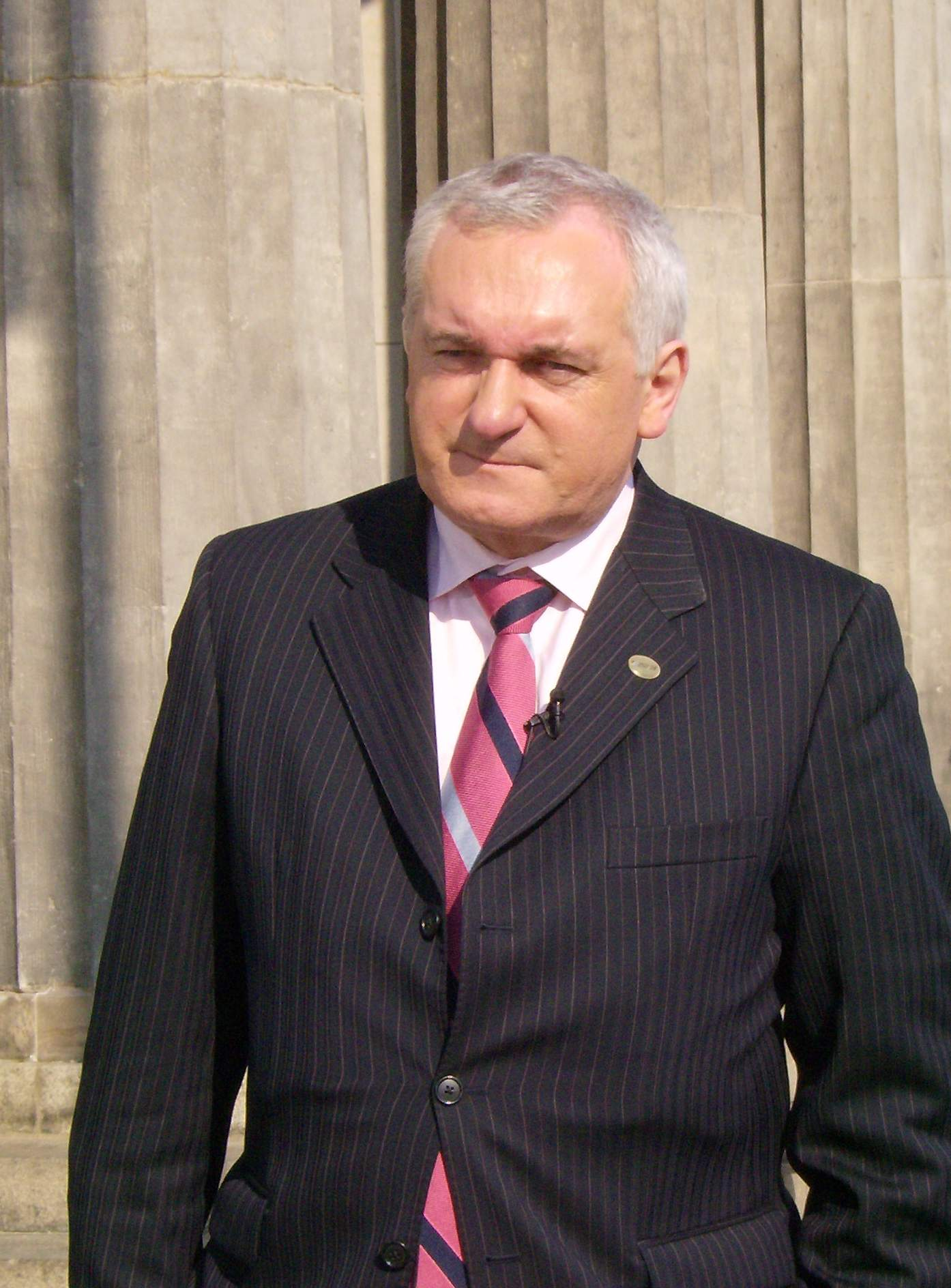
Bertie Ahern

Drugi rząd Bertiego Aherna – rząd Irlandii funkcjonujący od 6 czerwca 2002 do 14 czerwca 2007. Był to gabinet tworzony przez polityków Fianna Fáil (FF) oraz Progresywnych Demokratów (PD).
Rząd został powołany po wyborach w 2002, w wyniku których wyłoniono Dáil Éireann 29. kadencji. Zastąpił pierwszy gabinet Bertiego Aherna. Rząd uzyskał wotum zaufania większością 93 głosów w 166-osobowej izbie. Funkcjonował przez całą kadencję, przy czym we wrześniu 2004 przeprowadzono znaczącą rekonstrukcję. Po kolejnych wyborach zastąpiony został przez trzeci rząd tego samego premiera.

## Skład rządu
- Taoiseach: Bertie Ahern (FF)
- Tánaiste: Mary Harney (PD, do września 2006), Michael McDowell (PD, od września 2006)
- Minister przedsiębiorczości, handlu i zatrudnienia: Mary Harney (PD, do września 2004), Micheál Martin (FF, od września 2004)
- Minister rolnictwa i żywności: Joe Walsh (FF, do września 2004), Mary Coughlan (FF, od września 2004)
- Minister sztuki, sportu i turystyki: John O’Donoghue (FF)
- Minister komunikacji, gospodarki morskiej i zasobów naturalnych: Dermot Ahern (FF, do września 2004), Noel Dempsey (FF, od września 2004)
- Minister wspólnot, obszarów wiejskich i spraw Gaeltachtu: Éamon Ó Cuív (FF)
- Minister obrony: Michael Smith (FF, do września 2004), Willie O’Dea (FF, od września 2004)
- Minister edukacji i nauki: Noel Dempsey (FF, do września 2004), Mary Hanafin (FF, od września 2004)
- Minister środowiska, dziedzictwa i samorządu lokalnego: Martin Cullen (FF, do września 2004), Dick Roche (FF, od września 2004)
- Minister finansów: Charlie McCreevy (FF, do września 2004), Brian Cowen (FF, od września 2004)
- Minister spraw zagranicznych: Brian Cowen (FF, do września 2004), Dermot Ahern (FF, od września 2004)
- Minister zdrowia i dzieci: Micheál Martin (FF, do września 2004), Mary Harney (PD, od września 2004)
- Minister sprawiedliwości: Michael McDowell (PD)
- Minister spraw społecznych i rodziny: Mary Coughlan (FF, do września 2004), Séamus Brennan (FF, od września 2004)
- Minister transportu: Séamus Brennan (FF, do września 2004), Martin Cullen (FF, od września 2004)